# Siggerud
Siggerud este o localitate din comuna Ski, provincia Akershus, Norvegia, cu o suprafață de 0,78 km² și o populație de 1.441 locuitori (2013).